# Immacolata Concezione (pirocorvetta)
La pirocorvetta Immacolata Concezione fu una delle ultime unità armate in servizio con la Marina Pontificia; costruita nei cantieri inglesi di Thames Iron Shipbuilding Co., a Blackwall, venne consegnata a Civitavecchia nel 1859. In origine era destinata ad essere lo yacht papale, in vista dei viaggi oltremare, ed inizialmente un pellegrinaggio in Terrasanta che per ragioni legate alla situazione politica del tempo non venne compiuto. La nave prestò servizio quindi in acque costiere, sempre a beneficio delle autorità pontificie, e nel 1860 trasportando materiali e munizioni ad Ancona. Notevole fu un viaggio nel Mediterraneo con scopi scientifici compiuto nel 1865, in cui padre Angelo Secchi effettuò alcune sperimentazioni sulla trasparenza dell'acqua.
Dopo la presa di Roma, la nave venne iscritta nei ruoli della Regia Marina italiana, ma lasciata a disposizione del Papa che non la utilizzò mai a causa del volontario confino in Vaticano; nel 1871 Pio IX ordinò al suo comandante Alessandro Cialdi di portare la nave a Tolone, dove venne messa in disarmo fino al 1877. Successivamente venne ceduta ad un collegio navale ecclesiastico, la Scuola Domenicana di Saint Elme ad Arcachon, ed utilizzata come nave scuola per i suoi cadetti fino ad essere venduta a causa delle difficoltà economiche della scuola all'armatore Gaillard nel 1882. Il fallimento di quest'ultimo mise la nave a disposizione dei creditori a seguito di un sequestro e nessuna notizia certa è disponibile sulla sua carriera successiva.